# Willibrordusput (Meijel)
De Sint-Willibrordusput (ook: Wilbersput) is een Willibrordusput in Meijel.
Naar verluidt zou Sint Willibrord, die gedurende de achtste eeuw in het huidige Noord-Brabant actief is geweest als geloofsverkondiger, deze put hebben geslagen. Dat op deze relatief grote hoogte (35 meter) een put kon worden geslagen kwam door de aanwezigheid van de Peelrandbreuk, waardoor wijst optreedt. Het is mogelijk dat Willibrordus vanuit Deurne langs deze weg naar Echternach is gegaan.

## Grenssteen
In 1352 werd de put, die op dit hoge punt goed zichtbaar was, gebruikt als oriëntatiepunt. Op ongeveer 150 meter afstand lag dan de grens tussen Brabant en het Land van Weert. In 1452 sprak men van Luttel Meijdel, waar Meijdel staat voor een hoogte te midden van moerassig gebied. Hier kregen de gebruikers van beide zijden een grensconflict. In 1549 werd een grenssteen geplaatst, om de grens te kunnen trekken tussen gemeenten als Someren en Nederweert die vaak conflicten hadden. De echte grens lag nog steeds 150 meter verder.
Op 12 mei 1761 werd een nieuwe grenssteen geplaatst, nu tussen de Republiek der Zeven Verenigde Nederlanden en Oostenrijks Opper-Gelre. Hierop is aan de ene zijde de Nederlandse leeuw, aan de andere zijde de Oostenrijkse dubbele adelaar afgebeeld.

## De put
Het water van de put werd als geneeskrachtig beschouwd, in 1742 meende men dat het bescherming bood tegen moeraskoorts. Toch werd de put slecht onderhouden en na 1800 raakte deze zozeer in verval dat er uiteindelijk niets meer van te zien was. Onder leiding van de pastoor ging men uiteindelijk weer op zoek naar de put, en op 6 juli 1899 werd ze weer uitgegraven. Boven de put werd een rond gebouwtje opgetrokken dat nog steeds bestaat.
Op 8 oktober 1899 trok een processie naar de put, die toen opnieuw ingezegend werd. Het werd een bedevaartsoord en men nam het water, dat sindsdien als een uitstekend middel tegen oogziekten werd beschouwd, in flesjes mee naar huis.
De put werd beschadigd tijdens de Tweede Wereldoorlog, maar in 1953 weer hersteld. Er werd een borstbeeld van Willibrordus vervaardigd door Gerarda Ghielen, dat echter niet weerbestendig was en uiteindelijk in de kerk terechtkwam. In 1979 werd de put aangekocht door de gemeente Meijel en er werd een nieuw borstbeeld op geplaatst.
De put en de grenssteen zijn geklasseerd als Rijksmonument.